# Homo Deus: Краткая история завтрашнего дня
«Хомо Деус: Краткая история завтрашнего дня» (ивр. ההיסטוריה של המחר‎) — книга, написанная израильским автором Ювалем Ноем Харари, профессором Еврейского университета в Иерусалиме; впервые опубликована на иврите в 2015 году издательством «Dvir publishing», впоследствии переведена на ряд языков, включая русский (2018).
Как и в предшествующей книге «Sapiens: Краткая история человечества», Харари рассказывает о ходе истории, описывая события и индивидуальный человеческий опыт, а также этические проблемы в контексте своего исторического обзора. «Homo Deus», в отличие от предыдущей книги, больше относится к способностям, приобретённым людьми (Homo sapiens) на протяжении всего своего существования, и эволюции человека как доминирующего вида в мире. Книга пытается нарисовать образ будущего. Обсуждаются многие философские вопросы: человеческий опыт, индивидуализм, человеческие эмоции и сознание; описаны современные способности и достижения человечества.

## Центральные тезисы
- Организмы — это алгоритмы, и поэтому homo sapiens не могут доминировать во вселенной, где большие данные становятся парадигмой.
- Поскольку вербальная / языковая революция была около 70 000 лет назад, люди живут в рамках «интерсубъективной реальности» таких явлений, как страны, границы, религия и деньги, которые созданы для обеспечения широкомасштабного и гибкого сотрудничества между отдельными людьми. Человечество отделяется от животных способностью людей верить в эти межсубъективные конструкции, которые существуют только в человеческом разуме и даются силой через коллективные убеждения.
- Гуманизм — это форма религии, в которой вместо Бога поклоняются человечеству. Это ставит человечество и его желания в качестве приоритета в мире, в котором люди сами формируются как доминирующие существа. Гуманисты считают, что этика и ценности производятся внутри каждого человека, а не из внешнего источника. В течение XXI века, по мнению Харари, гуманизм может подтолкнуть людей к поиску бессмертия, счастья и власти.
- Огромная способность человечества придать смысл своим действиям и мыслям — вот что сделало возможными его многочисленные достижения.
- Технологические разработки угрожают продолжению способности людей придавать смысл своей жизни; Харари пророчествует о замене человечества сверхчеловеком или «homo deus» (человек божественный), наделённым сверхъестественными способностями, такими как вечная жизнь.

## Реакция на книгу
После публикации «Homo Deus» получила значительное внимание со стороны средств массовой информации. Статьи и обзоры о книге были опубликованы The New York Times, The Guardian, The Economist, The New Yorker, NPR, Financial Times и Times Higher Education.

## Переводы
- Английский: сентябрь 2016 года.
- Испанский: октябрь 2016 года.
- Португальский: ноябрь 2016 года.
- Турецкий: декабрь 2016 года.
- Китайский: январь 2017 года.
- Немецкий: февраль 2017 года.
- Голландский: февраль 2017 года.
- Итальянский: май 2017 года.
- Корейский: май 2017 года.
- Французский: сентябрь 2017 года.
- Русский: март 2018 года.
- Украинский: 2018 год